# 艾莫斯谷森林
艾莫斯谷森林（英語：Nan Elmoth），位於多瑞亞斯東面，吉隆河南岸的森林，美麗安和埃盧·庭葛在那裡相見。那裡的樹木是全貝爾蘭中最高大濃密的，太陽照不進來。黑暗精靈伊奧住在那裡，艾莫斯谷森林亦是多瑞亞斯王國的領土，但不被納入美麗安環帶。伊奧在那裡鑄造古山格劍Gurthang。